# 베트남의 지리

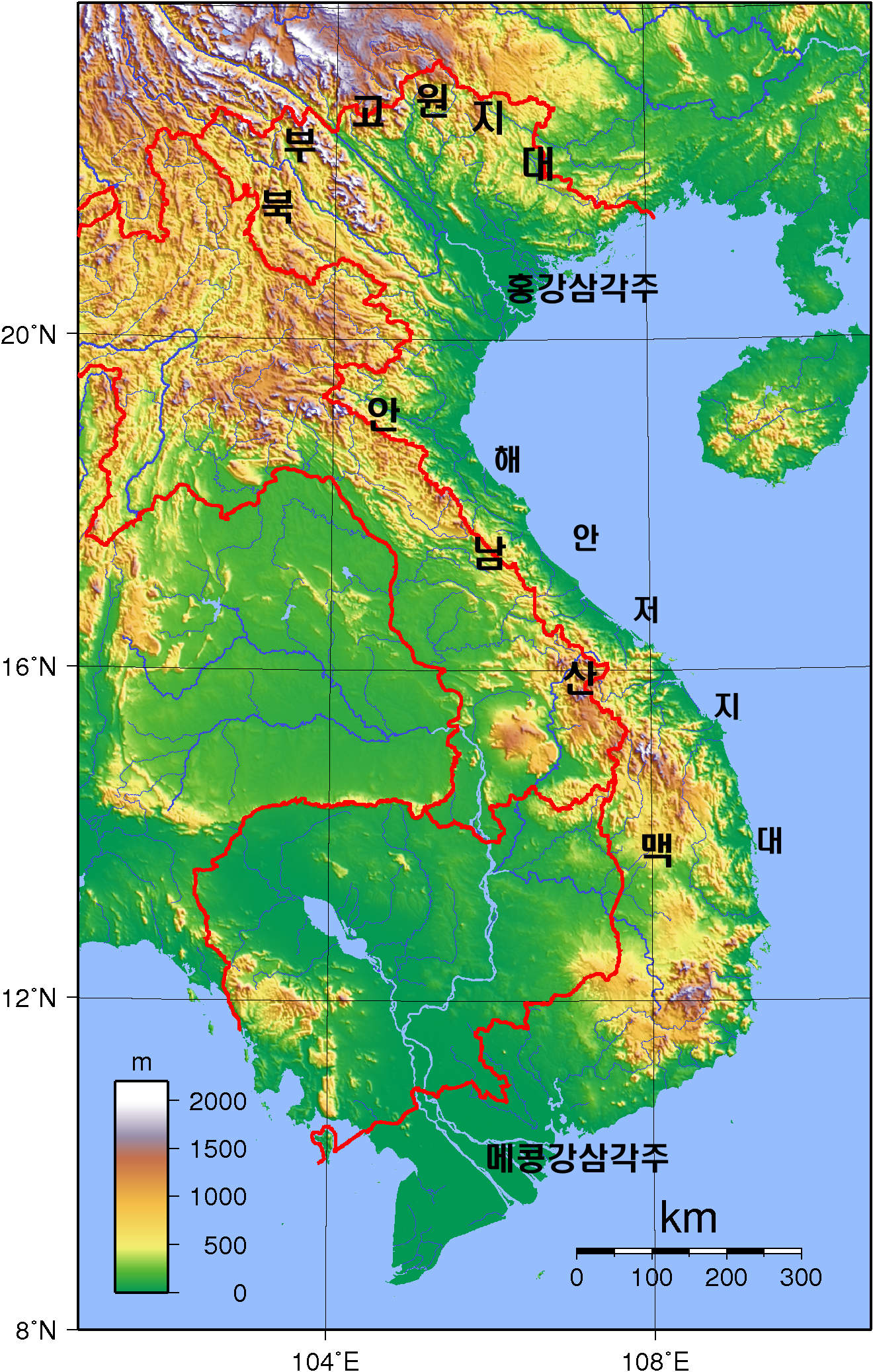
베트남의 지형

베트남의 지리적 위치는 동남아시아 인도차이나 반도의 동쪽 해안이다. 국토의 면적은 331,212 km2이고. 동쪽으로는 통킹만, 남쪽으로는 남중국해, 남서쪽으로는 타이만과 닿아 있으며, 북쪽에 중국이 서쪽에 라오스와 캄보디아가 국경을 맞대고 있다.
베트남의 국토는 해안을 따라 남북으로 길게 뻗어 있어, 남북의 길이는 약 1,650 Km이고 동서의 길이 가운데 가장 좁은 곳은 약 50 Km이다. 섬을 제외한 해안선의 길이는 약 3,260 km이고 해안을 기점으로 12해리의 영해와 200해리의 배타적 경제 수역을 선언하고 있다.
베트남은 주변 국가와 많은 국경 분쟁을 겪었다. 안남산맥을 경계로 라오스와는 1977년 국경 조약을 맺고 1986년 확정지었으며, 메콩강 삼각주를 경계로 하는 캄보디아와도 1982년에서 1985년 사이에 국경을 확정하였다. 1979년에는 국경 문제로 중화인민공화국과 중국-베트남 전쟁을 벌이기도 하였다. 한편 프랑스령 인도차이나의 일부였다가 베트남 전쟁 도중에 중국이 자국의 영토로 선포한 파라셀 제도에 대해서도 영토 논란이 있다.

## 자연 지리

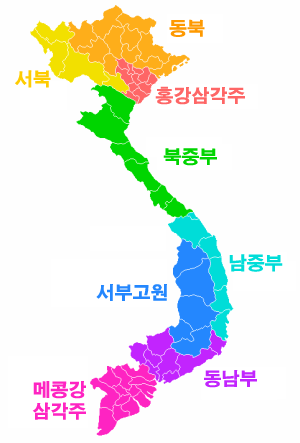

### 북부 산간 지역
베트남의 동북부는 대부분 산지로 이루어져 있다. 티베트고원까지 이어지는 거대한 지괴(地塊)의 일부를 이루는 고산 지대로 그 중 일부가 남쪽으로 뻗어 안남산맥을 이룬다. 이 지역의 산들은 대부분 숲이나 밀림으로 덮여 있어 사람이 거의 살지 않는다. 베트남에서 가장 높은 산인 판시팡산(Phan Xi Păng)(3,143m)도 이 지역에 있다.

### 홍강 삼각주
중국 윈난성에서 발원한 홍강은 서북쪽에서 흘러 들어와 수도인 하노이를 거쳐 홍강 삼각주를 지나 통킹만으로 흘러든다. 홍강의 유역면적은 169,020 km2로 이 가운데 상류 약 50%의 면적은 중국에 속한다. 상류유역은 크게 다강(sông Đà), 타오강(Sông Thao), 로강(Sông Lô Lo)의 세 구역으로 구성되며 홍강 삼각주 직상류인 비엣찌(Việt Trì)지역에서 합류하여 흐르다가 하류 삼각주 지역에서 복잡한 합류와 분기가 이루어지면서 9개의 하구부를 통해 통킹 만으로 방류된다.
홍강 삼각주(베트남어: Đồng Bằng Sông Hồng)는 베트남 북부의 홍강 하류와 타이빈강이 만나는 곳에 위치한 약 15,000km2의 평원이다. 수로와 농지가 잘 정비되어 있어 농업이 활발하다. 삼각주 평원에 베트남의 수도인 하노이가 위치하고 있다. 삼각주는 범람이 잦은 편이다.

### 해안 저지대
베트남의 중동부 지역을 차지하고 있다. 산지에서 남중국해 쪽으로 비스듬히 비탈져 있고, 송코이강 삼각주에서 메콩강 삼각주까지 펼쳐져 있다. 해안저지대 거의 전역에서 쌀을 생산한다. 해안에 사는 사람들은 대부분 어업에 종사한다.

### 중부 고원
닥락 성, 닥농 성, 잘라이 성, 꼰뚬 성, 그리고 럼동 성에 걸쳐 있는 베트남 중부의 고원 지대이다.

### 메콩강 삼각주
메콩강은 세계에서 12번째로 긴 강이며, 10번째로 유수량이 많은 강이다. 길이는 약 4,180 km이고, 유역 면적은 795,000 km2이다. 이 가운데 하류 5% 정도가 베트남에 속해 있다.
메콩강 삼각주는 메콩강의 퇴적물에 의해 형성된 삼각주로 넓은 저지대를 형성하고 있다.

## 기후
베트남은 남북으로 긴 국토의 특성 때문에 열대, 아열대 및 온대 기후를 두루 갖고 있다. 몬순 기후의 영향이 강해 강우량이 많고 습도가 높다. 열대지대 외곽과 산간지대는 기후가 온화한 편이다.
하노이의 경우 1월 최한월 평균기온이16도로써 미얀마의 카친주인근의 바모와 비슷하다. 대체로 북위 18도 이남지역은 열대기후 북쪽은 온대겨울건조기후(cw)에 해당한다. 일반적으로 베트남의 계절은 동절기(11월~4월)와 하절기(5월~10월)로 나뉘지만, 남부 지방에서는 두 계절 사이의 차이가 크지 않다. 기본적으로 하이 번 고개(Hai Van Pass)에서 북부로 갈수록 사계절이 분명하게 나타난다. 연간 강수일은 100일 가량이며, 평균 강수량은 1,500~2,000mm, 습도는 약 80%이다. 연 중 일조시간은 평균 1,500~2,000시간이고, 평균 태양복사열은 100kcal/ cm2이다. 몬순의 영향으로 주변 국가에 비해 약간 낮은 연평균 기온을 보여 약 22~27 °C이다.

## 같이 보기
- 베트남의 역사